# Torre en Cameros
Torre en Cameros è un comune spagnolo di 15 abitanti situato nella comunità autonoma di La Rioja.